# 截面二次轴矩
面積二次轴矩（second axial moment of area），又称面積慣性矩，或面積对某一轴的惯性矩，通常是对受弯曲作用物体的横截面而言，是反映截面的形状与尺寸对弯曲变形影响的物理量。弯曲作用下的变形或挠度不仅取决于荷载的大小，还与横截面的几何特性有关。如工字梁的抗弯性能就比相同截面尺寸的矩形梁好。它和反映截面抗扭转作用性能的面積极惯性矩是相似的。
面積二次轴矩虽然也称“惯性矩”，但它和用以计算旋转物体角加速度的質量惯性矩（常称为转动惯量）是不同的两个概念。二者有相同的符号{\displaystyle I}（{\displaystyle I}是英文中惯性 inertia 的首字母），但依据上下文二者不致混淆。而且二者的因次或单位不同：面積二次轴矩的单位是长度的四次方，而后者的单位是长度的二次方乘以质量。

## 定义
截面的面积为A，则
{\displaystyle I_{x}=\int y^{2}\,\mathrm {d} A}
{\displaystyle I_{y}=\int x^{2}\,\mathrm {d} A}
分别表示截面对坐标轴x与y的惯性矩，第一式中的y和第二式中的x分别表示面积微元dA到x和到y轴的垂直距离。
在国际单位制（SI）中，截面二次轴矩的单位是m4，常用mm4表示。

## 坐标变换
计算截面惯性矩时常根据截面形状采用方便计算的坐标系，然后可以通过坐标变换应用到其他坐标系中。

### 平行轴定理
在已知对过截面形心轴的惯性矩和轴间距离的情况下，平行轴定理可以确定对变换后新轴的惯性矩。
{\displaystyle I_{x}=I_{xCG}+Ad^{2}\,}
- Ix ：对x轴的惯性矩
- IxCG ：对与x轴平行并且过截面形心的轴（与中性轴重合）的惯性矩
- A ：截面面积
- d ：两轴之间的距离

### 转轴公式
下列公式可以计算坐标轴旋转一个角度后截面对新坐标轴的惯性矩
{\displaystyle {I_{x}}^{*}={\frac {I_{x}+I_{y}}{2}}+{\frac {I_{x}-I_{y}}{2}}\cos(2\phi )-I_{xy}\sin(2\phi )}
{\displaystyle {I_{y}}^{*}={\frac {I_{x}+I_{y}}{2}}-{\frac {I_{x}-I_{y}}{2}}\cos(2\phi )+I_{xy}\sin(2\phi )}
- {\displaystyle \phi } ：旋转的角度（逆时针）

{\displaystyle x^{*}=x\cos \phi +y\sin \phi }
{\displaystyle y^{*}=-x\sin \phi +y\cos \phi }
- Ix 和 Iy ：原坐标系下的惯性矩
- Ix* 和 Iy* ：坐标系转动后新坐标系下的惯性矩

## 简单截面的惯性矩
以下是几种简单截面对"截面形心"所在轴的惯性矩

### 矩形截面
{\displaystyle I_{x}={\frac {bh^{3}}{12}}}
- b ：宽度（x方向）
- h ：高度（y方向）

{\displaystyle I_{y}={\frac {hb^{3}}{12}}}
- b ：宽度（x方向）
- h ：高度（y方向）

### 圆形截面
{\displaystyle I_{x}={\frac {\pi }{64}}D^{4}={\frac {\pi }{4}}r^{4}}
{\displaystyle I_{o}=2I_{x}={\frac {\pi }{2}}r^{4}}
- D ：直径
- r ：半径

### 三角形截面
以底边方向为x方向
{\displaystyle I_{x}={\frac {bh^{3}}{36}}}
- b ：底边宽度（x方向）
- h ：高（y方向）

## 梁的弯曲正应力
以中性轴为原点，单向受弯梁横截面上y处的正应力为
{\displaystyle {\sigma }={\frac {My}{I_{x}}}}
- M ：作用在梁上的弯矩
- y ：到通过形心的x轴的距离
- Ix ：对通过形心的x轴的惯性矩

由该式可见截面的惯性矩越大，弯曲正应力越小，抗弯性能越好。

## 与极惯性矩（截面二次极矩）的关系
由于{\displaystyle \rho ^{2}=y^{2}+z^{2}}，极惯性矩{\displaystyle I_{P}=\int _{A}\rho ^{2}dA}
根据截面二次轴矩的定义，可知：
{\displaystyle I_{P}=I_{y}+I_{z}}
即截面对于任何一点的极惯性矩，等于该截面对以该点为原点的任意一组正交坐标系的截面二次轴矩之和